# شمس‌الدین سیدعباسی

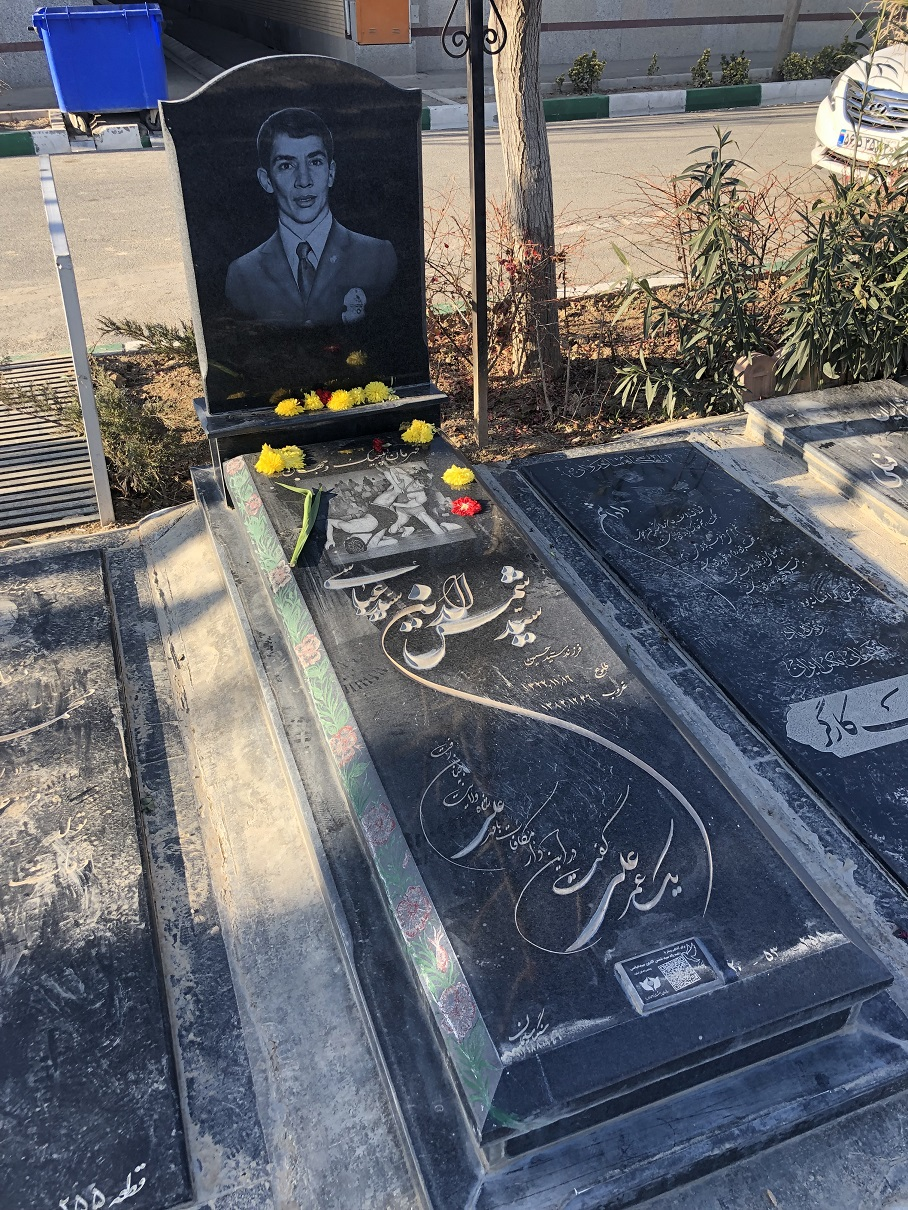

سید شمس‌الدین سیدعباسی (۱۶ بهمن ۱۳۲۱ در شمشک – ۲۶ اسفند ۱۳۸۲ در تهران) کشتی‌گیر آزادکار سابق ایرانی بود.

## زندگی
شگرد اصلی سیدعباسی فن فتیله پیچ بود و به آقای فتیله پیچ و استاد فتیله پیچ شهرت داشت. وی با همین فن در ۱۹ سالگی آیدین ابراهیموف قهرمان وقت جهان را در سال ۱۹۶۳ (۱۳۴۲) در جریان دیدار دوستانه ایران و شوروی ضربه فنی کرد. سیدعباسی از آن سال تا ۱۳۴۶ چندین بار قهرمان ایران در وزن‌های ۵۷ و ۶۳ کیلو شد و در ۱۹۶۷ به عضویت تیم ملی درآمد و تا سال ۱۹۷۲ عضو پیوسته تیم ملی کشتی آزاد ایران بود. در المپیک ۱۹۶۸ مکزیکوسیتی با ۵ برد از جمله ۲ ضربه فنی، یک مساوی برابر انیو تودوروف بلغار و یک باخت از ماساکی کانکوی ژاپنی به مدال برنز وزن ۶۳ کیلوگرم رسید. سال بعد در مسابقات جهانی ۱۹۶۹ ماردل پلاتا به مدال نقرهٔ وزن ۶۲ کیلو رسید. در سال ۱۹۷۰ هم قهرمان جهان در ادمونتون و هم قهرمان بازی‌های آسیایی بانکوک در ۶۲ کیلوگرم شد. در المپیک ۱۹۷۲ مونیخ در همین وزن با یک شکست از کیوشی آبه ژاپنی به مقام پنجم رسید. در قهرمانی جهان ۱۹۷۱ صوفیه به یک مدال نقره رسید. او در دههٔ ۱۹۹۰ نیز در مسابقات پیشکسوتان قهرمانی جهان شرکت کرد و چندین مدال طلای دیگر را کسب کرد.

## درگذشت
سیدعباسی در سن ۶۱ سالگی در ۲۶ اسفند ۱۳۸۲ بر اثر بیماری سرطان در بیمارستان ایران‌مهر در قلهک تهران درگذشت.

## افتخارات
وی برندهٔ یک مدال برنز المپیک، یک مدال طلا و دو مدال نقرهٔ قهرمانی جهان و یک مدال طلای بازی‌های آسیایی را به دست آورده‌است. وی همچنین یکی از مربیان تیم ملی کشتی آزاد ایران در مسابقات قهرمانی جهان ۱۹۸۵ و ۱۹۸۹ بود.